# Madalena Felix
Madalena Felix, née le 20 septembre 1989, est une joueuse angolaise de basket-ball.